# Cephalotes bimaculatus
Cephalotes bimaculatus é uma espécie de inseto do gênero Cephalotes, pertencente à família Formicidae.